# 阮玉莊祥
平隆公主阮玉莊祥（越南语：／；1841年4月16日—1864年5月11日），越南阮朝明命帝第六十三女，生母宮人鄧氏窕。

## 生平
紹治元年三月二十五日（1841年4月16日），阮玉莊祥在順化皇城出生，她是明命帝的遺腹女。嗣德十年（1857年），公主17歲，下嫁前軍都統阮如升之子清化提督阮如恭。嗣德十七年四月六日（1864年5月11日），莊祥去世，享年二十四歲。嗣德帝追贈為平隆公主，諡麗雅。葬於承天府香水縣居正總月瓢社（今屬承天順化省香水市社）。咸宜元年（1885年）秋，合祀親勳祠。
平隆公主育有一女。